# Mont Hijiri
Le mont Hijiri (聖岳, Hijiri-dake) est une des 100 montagnes célèbres du Japon, située sur les territoires des municipalités d'Aoi-ku dans la préfecture de Shizuoka et d'Iida dans la préfecture de Nagano dans la région du Chūbu au Japon. Culminant à 3 013 m d'altitude, elle fait partie de la chaîne des monts Akaishi,. C'est la montagne la plus méridionale du parc national des Alpes du Sud,.